# Zelia tricolor
Zelia tricolor là một loài ruồi trong họ Tachinidae.